# Station Wissembourg
Station Wissembourg is een spoorwegstation in de Franse gemeente Wissembourg. Het dient als kopstation voor de Franse lijn Vendenheim - Wissembourg, met een directe verbinding naar Straatsburg, en de Duitse lijn Neustadt - Wissembourg, waarbij tussenstation Winden een aansluiting naar Karlsruhe biedt.

## Treindienst
| Serie      | Treinsoort | Route                                     | Bijzonderheden |
| ---------- | ---------- | ----------------------------------------- | -------------- |
| TER 830500 | TER (SNCF) | Strasbourg-Ville – Haguenau – Wissembourg |                |